# ささやななえこ
ささや ななえこ（1950年〈昭和25年〉1月31日 - 2024年〈令和6年〉6月8日、本名・佐川七重、旧名・ささや ななえ）は、日本の漫画家。北海道芦別市出身。血液型はB型。ペンネームは旧姓の本名「笹谷七重」より。1996年に「ささやななえ」から「ささやななえこ」に改名した。24年組のひとりで、山岸凉子、萩尾望都、竹宮惠子、坂田靖子らとも親交が深い。
1970年、第5回りぼんコミック賞の受賞作『かもめ ―GULL―』が月刊誌『りぼんコミック』1月号（集英社）に掲載されデビュー。1990年に『おかめはちもく』で日本漫画家協会賞優秀賞、2004年に『凍りついた瞳』でエイボン教育賞を受賞している。

## 来歴
兄2人、姉1人の4人きょうだいの末っ子として生まれる。本格的に描き出したのは中学3年になってからで、小学校入学当時に絵の上手な子供ばかりを集めた特別教室があり、選ばれたことがあるのだが、小学2年の時に拒否反応が起こり、以後、絵が描けなくなっている。中学2年の頃に小説に興味を持ち、童話を投稿したことがあり、落選している。中学3年になったあたりに石ノ森章太郎が好きになり、絵が描けるようになり、作品を創り始めている。また、小学生の時の同級生に石ノ森章太郎の『ミュータント・サブ』によく似た人物がおり、そのことがきっかけで石ノ森作品を模倣するようになったのだともいう。
高校1年の時に『少年マガジン』へSFものを初投稿し、2本ほど投稿して没になり、続けて『別冊マーガレット』へも投稿し、選外佳作に入る。この時に才能がないものとあきらめ、長いこと投稿をしていない、しかし、きょうだいが選んだような教師への道は進みたくないとして、教育大学への進学には抵抗を示し、不合格を機に自宅浪人を希望している。高校卒業後、浪人中に描いた投稿した作品を『週刊マーガレット』と『りぼんコミック』に送っている。当時は、マンガスクールの場合は原稿が返却されなかったのだが、この両誌は返却をしてくれたのだという。
1970年、19歳の時にナチスドイツのユダヤ人迫害をテーマにした、当時としては斬新な個性あふれる内容の『かもめ ―GULL―』で『りぼんコミック』1月号にてデビュー。ささやの父親はかつて絵を志しており、戦前に北海道で総合雑誌を創刊していたことがあり、マスコミ関係のことも詳しかったため、娘に簡単に漫画家の道が開けるとは思ってはいなかったようであるが、編集者が見せてくれたささやの原稿を見て、考えを改めたのだそうである。デビューしたら上京することは考えていたが、東京の友人を作ることから始め、萩尾望都と知り合い、大泉の家に居候し、半年ほど寄宿し、それから翌年の1972年に上京する、というステップを踏んでいる。
1974年の終わりにフリーになり、『別冊少女コミック』、『プリンセス』などで執筆し、『飛ぶ鷹 - アギオン』『真貴子』『春夏秋冬』などを発表し、数多くのファンを得ている。また、横溝正史原作の『獄門島』の漫画化も行っている。
『ダートムーアの少年』『あほんだら』『真貴子』など、少年少女の心象風景を印象的に描いた作品で知られるが、1980年代以降は『化粧曼荼羅』『ミノタウルス』『生霊』（いきすだま）などのホラー・サスペンスも数多く手がけている。
1980年、雑誌『JUNE』創刊の企画立案者で二代目編集長を務めた佐川俊彦と結婚する。1990年、自らの夫婦生活をユーモラスに描いたエッセイ漫画『おかめはちもく』で第19回日本漫画家協会賞優秀賞を受賞する。
編集委員会の委員長を石ノ森章太郎が務めた『日本漫画家名鑑500』にて、『ミノタウルス』『遠くにありて…』『おかめはちもく』『生霊』の4作品の書影を代表作として掲載している（1992年時点）。
フリージャーナリストの椎名篤子の著書『親になるほど難しいことはない』を読み、児童虐待の実態を漫画で広く伝えたいとの思いから、1994年より雑誌『YOU』にて児童虐待の現場を描いたノンフィクション『凍りついた瞳（め）―子ども虐待ドキュメンタリー』を連載を開始した。同作は大きな反響を呼び、1999年には社民党の保坂展人衆議院議員が青少年問題特別委員会に同作を配布するなどし、児童虐待防止法制定への後押しとなった。2004年、同作で原作者の椎名篤子と共にエイボン教育賞を受賞する。
また、1996年に「ささやななえ」から「ささやななえこ」に改名した。
2006年から2011年まで京都精華大学マンガ学部ストーリーマンガコースで非常勤講師を務め「まんがの描き方」を教えていた。2013年時点では休業中で、ずっと考えることばかりしてきた生活から離れ、夫の食事を考えるだけの今がすごく気楽で居心地がいいと語っていた。
2024年6月8日、小細胞肺がんにより死去した。74歳没。

## 作品リスト

### 漫画
- かもめ ―GULL―（りぼんコミック、集英社）[8]
- 手紙（りぼん、集英社）
- おやすみジュディ（りぼん、集英社）
- 栗毛とリボン（りぼん、集英社）
- フェリシア（りぼん、集英社）
- 深いむらさき色の…（りぼん、集英社）
- サンディがやってきた日（りぼん、集英社）
- ジュ・テーム（週刊マーガレット、集英社）
- 本町51番地（りぼん、集英社）
- かえるが鳴くから（りぼん、集英社）
- ユマ（りぼん、集英社）
- 天使たちの丘（りぼん、集英社）
- マクドナルド氏の恋（りぼん、集英社）
- おまえとおれ（りぼん、集英社）
- ダートムーアの少年（りぼん、集英社）
- 明るい夏の日（りぼん、集英社）
- きんぼうげ（りぼん、集英社）
- あがり目さがり目（りぼん、集英社）
- 薔薇よ薔薇よ（りぼん、集英社）
- あほんだら（りぼん、集英社）
- ペトルーシカ（りぼん、集英社）
- だるまさんがころんだ（りぼん、集英社）
- 若葉の頃（りぼん、集英社）
- 西中三人組シリーズ
  - やるかてめえら!（りぼん、集英社）
  - みんなくたばれ!（りぼん、集英社）
  - 勝手にしやがれ!（別冊少女コミック、小学館）
  - 負けてたまるか!（別冊少女コミック、小学館）
- 若葉の頃（りぼん、集英社）
- 海のかけら（りぼん、集英社）
- 八月の森（りぼん、集英社）
- むぎ畑のまんなかで（りぼん、集英社）
- たけくらべ（りぼん、集英社）
- 私の愛したおうむ（りぼん、集英社）
- ずいずいずっころばし（りぼん、集英社）
- 風の唄（りぼん、集英社）
- サンドリヨン（別冊少女コミック、小学館）
- 少年たち（別冊少女コミック、小学館）
- 天狗の里（花とゆめ、白泉社）
- 七人の魔女の家（月刊プリンセス、秋田書店）
- 飛ぶ鷹－アギオン－（別冊少女コミック、小学館）
- 遠くにありて（週刊少女コミック、小学館）
- 真貴子（月刊プリンセス・別冊ビバプリンセス、秋田書店）
- 二頭だての黒い馬車（花とゆめ、白泉社）
- 雪の羽（週刊セブンティーン、集英社）
- 風にむかいて（mimi、講談社）
- それぞれの季節のなかで…（Jotomo、小学館）
- 鐘の音が鳴ったら…（別冊少女コミック、小学館）
- 君よ私に口づけを（月刊プリンセス、秋田書店）
- 海よ- ラ・メール -（リリカ、サンリオ）
- 春のぶどう棚（Jotomo、小学館）
- 獄門島（原作：横溝正史）（別冊少女コミック、小学館）
- イムメンゼー（リリカ、サンリオ）
- 帰郷-ある兵士の休日-（週刊セブンティーン、集英社）
- 百日紅の下にて（原作：横溝正史）（別冊少女コミック、小学館）
- 村田陽シリーズ
  - シリーズ春と夏と秋と冬（週刊少女コミック・プチコミック、小学館）
    - お山の大将
    - グッド♡バイ
    - しんしんしん
    - メランコリィ・マーチ
    - 遠いサイレン
    - 春来たりなば…

  - 夜明け前の陽（プチフラワー、小学館）
  - ウェルテルの季節（プチフラワー、小学館）
- 木枯らしにふたりだけ（初出不明？）
- 沈黙の朝（JUNE、サン出版）
- おかめはちもく（ビッグコミックフォアレディ、小学館）
- グレープフルーツストロベリー
  - グレープフルーツストロベリーPART1（プチフラワー、小学館）
  - グレープフルーツストロベリーPART2（プチフラワー、小学館）
  - ファンキーブラザー　クレイジーシスター（プチフラワー、小学館）
  - 愛してるといってくれ（プチフラワー、小学館）
  - バナナ・ボート（プチフラワー、小学館）
- 「カード＆ジョーカー」シリーズ
  - サラの遺言（プチフラワー、小学館）
  - ミノタウルス（プチフラワー、小学館）
  - 深き淵より（プチフラワー、小学館）
  - ブラニィ・オズボーンの窓（プチフラワー、小学館）
- ガラスのペンギン（BE LOVE、講談社）
- こんにちは男達（BE LOVE、講談社）
- 河童（プチフラワー1983年3月号・7月号、小学館）[20]
- ブラニィ・オズボーンの窓（プチフラワー1983年5月号、小学館）[20]
- 化粧曼荼羅（化生曼荼羅）シリーズ
  - オシラ伝（プチフラワー、小学館）
  - 化粧曼荼羅（プチフラワー、小学館）
  - 化粧曼荼羅－冬の祭りー（プチフラワー、小学館）
- 空ほ石の…（プチフラワー、小学館）
- 通りゃんせ（プチフラワー、小学館）
- 近藤清美シリーズ
  - たたらの辻に…（プチフラワー、小学館）
  - 水面の郷・水底の守（プチフラワー、小学館）
- こわいデス・マッチ（月刊Asuka、角川書店）
- はるかなる向こうの岸（月刊Asuka、角川書店）
- 鉄輪（月刊Asuka、角川書店）
- 生霊（いきすだま）（月刊Asuka、角川書店）
- 風の鳴く…（SERIE）
- 暑い夏（SERIE）
- リフレイン（BE・LOVEパフェ、講談社）
- お帰りなさい（YOU、集英社）
- 天使の輪（わっか）（[YOU、集英社）
- 凍りついた瞳（め）―子ども虐待ドキュメンタリー（YOU、集英社）
- 凍りついた瞳（め）―子ども虐待ドキュメンタリー (続)（YOU、集英社）
- 新凍りついた瞳（め）―子ども虐待ドキュメンタリー（YOU、集英社）

### エッセイ
- 井草日記（『キネマ旬報』1979年 - 1984年連載）[21][22]
  - 井草日記 PART 1、井草日記 PART 2（角川書店、既刊2巻）